# Jo Bauer-Stumpff

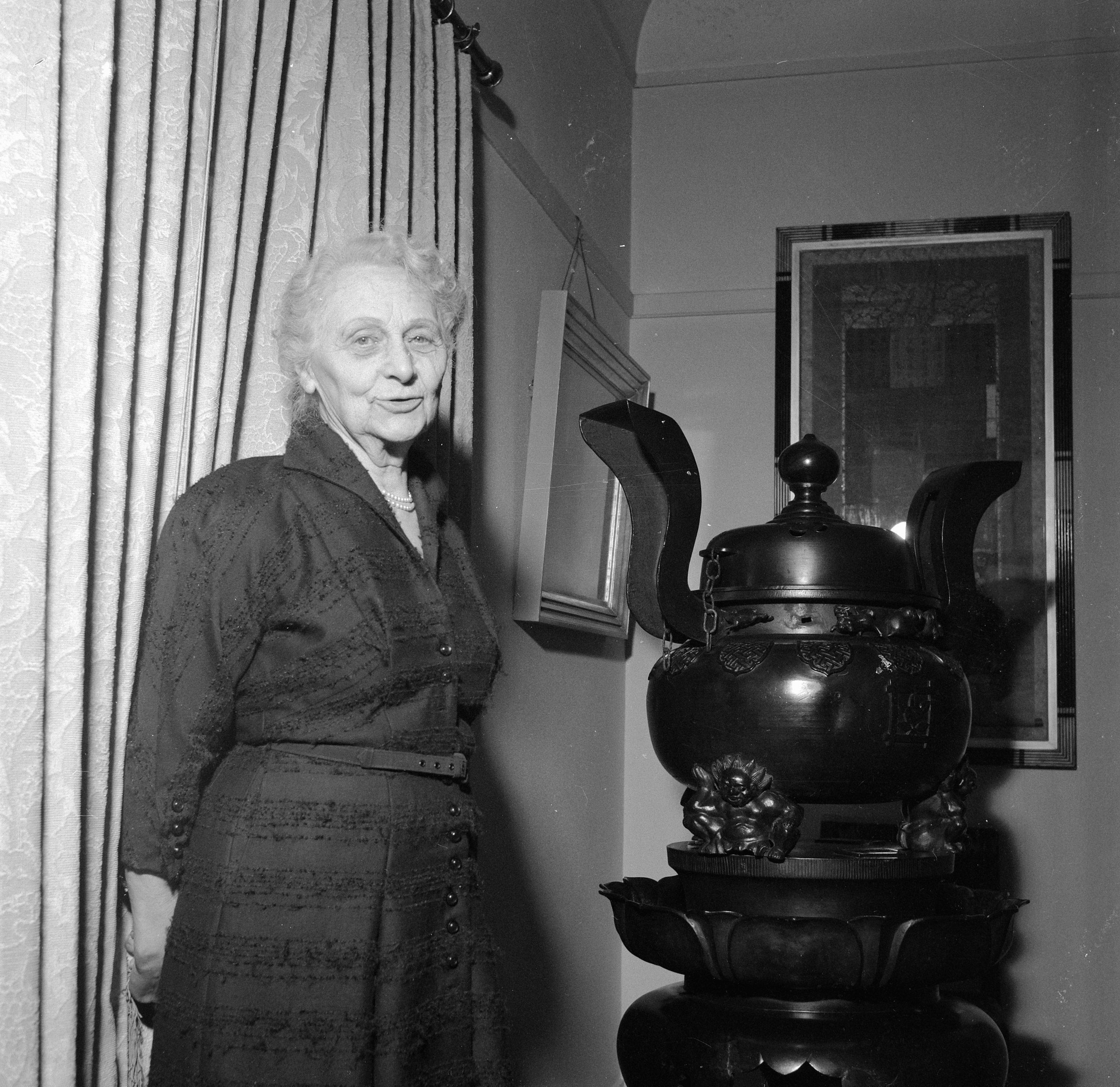
Jo Bauer-Stumpff, 1958

Johanna (Jo) Bauer-Stumpff (* 22. März 1873 in Amsterdam; † 19. Dezember 1964 ebenda) war eine niederländische Malerin, Zeichnerin und Mitglied der Künstlerinnengruppe Amsterdamse Joffers.

## Leben
Johanna Stumpff, bekannt als Jo Bauer-Stumpff, wurde als Tochter des Dirigenten Willem Stumpff (1826–1912) und Anna Catharina Margaretha Klinkert (1839–1927) in Amsterdam geboren. Zunächst entschied sie sich für eine Ausbildung zur Zeichenlehrerin an der Rijksnormaalschule, die sie 1894 abschloss. Anschließend besuchte sie die bis 1900 die Reichsakademie in Amsterdam. Ihr Lehrer war August Allebé. An der Akademie freundete sie sich unter anderem mit Marie van Regteren Altena, Coba Ritsema und Lizzy Ansingh an. Ab 1897 gab sie einige Jahre Zeichenunterricht an der Tagesmalschule. 1901 arbeitete sie für kurze Zeit an der Académie Julian in Paris, in dieser Zeit malte sie Modellstudien, aber auch Poldergesichter im Stil der Haager Schule. 1901 wurde im Künstlerverband St. Lucas ihre erste und vorerst letzte Ausstellung gezeigt. Im Februar 1901 lernte sie bei den Vorbereitungen für einen Tableau vivant anlässlich der Hochzeit von Königin Wilhelmina und Prinz Heinrich den Maler und Radierer Marius Bauer kennen. Sie heirateten ein Jahr später. Stumpff arbeitete noch etwa ein Jahr weiter, hörte dann aber auf zu zeichnen und zu malen. Das Paar reiste viel und besuchte unter anderem Spanien, Algerien, Thailand, Indien und Niederländisch-Ostindien. 1916 ließ sich das Paar in Amsterdam nieder. 1921 blieben Bauer-Stumpff und ihr Mann einige Monate in Paris. Während eines Aufenthaltes in Java Mitte der zwanziger Jahre setzte Bauer-Stumpff das Zeichnen fort und porträtierte in dieser Zeit  vor allem ihren Ehemann in Aquarell und Pastell. Nach dem Tod von Marius Bauer im Jahr 1932 begann sie vermehrt zu malen.

## Mitgliedschaften
- Arti et Amicitiae
- Hollandse Aquarellisten Kring